# Clipstone
Clipstone est un ancien village minier du Nottinghamshire, en Angleterre.